# Charlton Athletic F.C. Reserves
Charlton Athletic F.C. Reserves – piłkarski zespół rezerw należący do Charlton Athletic F.C. W latach 1999–2007 uczestniczył w rozgrywkach FA Premier League Southern, jednak ze względu na spadek pierwszej drużyny po zakończeniu sezonu 2006/2007 z Premier League do Football League Championship, został zdegradowany do Football Combination Central. Pod koniec sezonu 2008/09 pierwsza drużyna po raz kolejny spadła do Football League One, w wyniku czego rozwiązano rezerwy jako konkurencyjny zespół.
Drużyna składała się głównie z graczy Akademii Charlton pragnących przebić się do pierwszego zespołu w niedalekiej przyszłości. Starsi gracze mogli od czasu do czasu zagrać w niej po powrocie z kontuzji.